# Pouteria nudipetala
Pouteria nudipetala là một loài thực vật thuộc họ Sapotaceae. Loài này có ở Brasil và Peru.